# 베르나르도 페르난드스 다 시우바
베르나르도 페르난드스 다 시우바 (1965년 4월 20일 ~ )는 브라질의 전 축구 선수이다.

## 통계
| 브라질 | 브라질 | 브라질 |
| 연도   | 출전   | 골     |
| ------ | ------ | ------ |
| 1989   | 5      | 0      |
| 합계   | 5      | 0      |